# Manassa
Ne doit pas être confondu avec Manassas ou Manassé.
Manassa est une ville américaine située dans le comté de Conejos dans le Colorado.
Selon le recensement de 2010, Manassa compte 991 habitants. La municipalité s'étend sur 0,93 milles carrés (2,41 km2).
La ville est fondée par des pionniers mormons, qui la nomment en l'honneur de la figure biblique de Manassé.

## Démographie
| 1880 | 1890 | 1900 | 1910 | 1920 | 1930 |
| ---- | ---- | ---- | ---- | ---- | ---- |
| 250  | 642  | 739  | 788  | 906  | 953  |

| 1940  | 1950 | 1960 | 1970 | 1980 | 1990 |
| ----- | ---- | ---- | ---- | ---- | ---- |
| 1 008 | 832  | 831  | 814  | 945  | 988  |

| 2000  | 2010 | - | - | - | - |
| ----- | ---- | - | - | - | - |
| 1 042 | 991  | - | - | - | - |